# Зальбург-Эберсдорф
Зальбург-Эберсдорф (нем. Saalburg-Ebersdorf) — город в Германии, в земле Тюрингия.
Входит в состав района Зале-Орла. Население составляет 3750 человек (на 31 декабря 2010 года). Занимает площадь 71,87 км². Официальный код — 16 0 75 135.

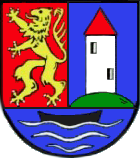
Зальбург-Эберсдорф

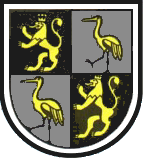
Зальбург-Эберсдорф